# The Duke of Chimney Butte
The Duke of Chimney Butte è un film muto del 1921 diretto da Frank Borzage. La sceneggiatura, firmata da Marian Ainslee, si basa sull'omonimo romanzo di George Washington Ogden, pubblicato a Chicago nel 1920.

## Trama
Mentre cerca di vendere un aggeggio pelapatate, che apre anche le lattine e fa tante altre cose, il giovane Lambert incontra un gruppo di cowboy che stanno cenando al ranche. Il giovanotto, pieno di doti tra cui quella di essere un esperto cavaliere, diventa uno dei cowboy più popolari del gruppo e si fa assumere da Vesta Philbrook, la padrona del ranch che è alle prese con una banda di razziatori di bestiame. Aiutato anche dall'amico Taters, Lambert - soprannominato oramai "il duca" - fa fuori l'intera banda di ladri, uccidendone i capi e conquistando il cuore di Vesta.

## Produzione
Il film fu prodotto dalla Fred Stone Productions.

## Distribuzione
Il copyright del film, richiesto dalla Fred Stone Productions, fu registrato il 4 dicembre 1921 con il numero LP17383.
Distribuito dalla Robertson-Cole Distributing Corporation, il film uscì nello stesso giorno nelle sale cinematografiche degli Stati Uniti.
Non si conoscono copie ancora esistenti della pellicola che viene considerata presumibilmente perduta.